# エア・マッシー (第3代クラリナ男爵)
第3代クラリナ男爵エア・マッシー（Eyre Massey, 3rd Baron Clarina、1798年5月6日 – 1872年11月18日）は、アイルランド貴族。保守党に属し、アイルランド貴族代表議員を務めた。

## 生涯
第2代クラリナ男爵ナサニエル・マッシーと妻ペネロープ（Penelope、1779年3月15日 – 1843年11月26日、マイケル・ロバーツ・ウェストロップの娘）の息子として、1798年5月6日にコークで生まれた。1810年1月に父が死去すると、クラリナ男爵位を継承した。1816年1月30日にオックスフォード大学クライスト・チャーチに入学、1819年2月20日にB.A.の学位を修得した。
1826年4月21日にアイルランド貴族代表議員選挙での投票権を認められ、1849年4月16日には自ら貴族代表議員に当選した。貴族院では保守党に属した。
1872年11月18日にリムリック県エルム・パーク（Elm Park）で死去、息子エア・シャロナー・ヘンリーが爵位を継承した。

## 家族
1828年9月9日、スーザン・エリザベス・バートン（Susan Elizabeth Barton、1809年ごろ – 1886年11月14日、ヒュー・バートンの娘）と結婚、6男2女をもうけた。
- アンナ・エミリー（1829年6月23日[4] – 1907年10月26日） - 1855年4月18日、ヒュー・リンドック・バートン（Hugh Lynedoch Barton、1899年2月23日没）と結婚[5]
- エア・シャロナー・ヘンリー（1830年4月29日 – 1897年12月16日） - 第4代クラリナ男爵[1]
- ヒュー・バートン・オーガスティン（1832年8月15日 – 1833年9月26日[4]）
- ヒュー・ナサニエル・ジョージ（1836年1月8日 – 1890年2月5日） - 生涯未婚[5]
- ライオネル・エドワード（1837年4月20日 – 1922年10月13日[6]） - 第5代クラリナ男爵[1]
- イザベラ・スザンナ・アデレード（1841年3月3日[4] – 1871年9月13日） - 1867年10月24日、第2代準男爵サー・デイヴィッド・ロッシュ（1908年4月19日没）と結婚、子供あり[5]
- アドルファス・ヘンリー・タットヒル（Adolphus Henry Tuthill、1844年2月22日 – 1924年9月23日） - 1873年7月8日、エマ・メアリー・イッグルデン（Emma Mary Iggulden、1918年12月2日没、ジョン・イッグルデンの娘）と結婚[5]
- ウィリアム・フレデリック・バートン（英語版）（1845年5月25日 – 1907年3月12日） - 庶民院議員。1872年10月3日、イザベラ・アン・リー＝マナリング（Isabella Anne Lee-Mainwaring、1905年10月16日没、ベンジャミン・チャールズ・リー＝マナリングの娘）と結婚、子供あり[5]